# Hoplología

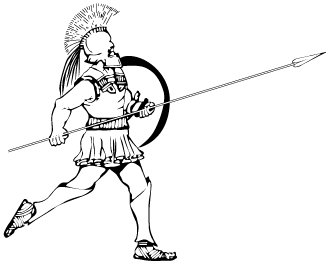
Hoplita griego, armado con lanza y escudo.

La hoplología es la ciencia que estudia el comportamiento y el rendimiento de los seres humanos en un entorno combativo, tanto armado como desarmado.

## Etimología
La palabra hoplología deriva de los términos griegos hoplos (un animal mítico acorazado) y hoplon, el escudo utilizado por los guerreros de la antigua Grecia. Se cree que fue acuñada en el siglo XIX por Sir Richard Burton, aunque otras fuentes listan usos del término mucho antes. A pesar del trabajo de Burton y otros, no sería hasta la década de 1960 que la hoplología fue tomada como un campo académico de estudio bajo el liderazgo de Donn F. Draeger.
La hoplología fue originalmente definida como la ciencia "de las armas y técnicas de ataque y defensa, humanas y bestiales" (Burton, 1884). y subsecuentemente como "el estudio de las bases, pautas, relaciones y significancias del comportamiento combativo en todos los niveles de la complejidad social". (Draeger, 1982).
Sid Campbell, cinturón negro de la escuela japonesa de karate Kobayashi Shōrin-Ryū, define la hoplología como "el estudio de la evolución y el desarrollo del comportamiento y rendimiento humanos en combate [...] El estudio de cómo las personas luchan, por qué luchan y cómo las diferentes culturas han manifestado estas conductas".

## International Hoplology Society
Fundada por Donn Draeger, la International Hoplology Society ("IHS") existe para estudiar y ampliar los límites de esta ciencia. Antes de su fundación, Draeger ya poseía una honda investigación y experiencia personal en varios estilos de lucha clásicos. Su estudiante y colega Hunter B. Armstrong es el actual director, así como asesor adjunto del Marine Corps Martial Arts Program (MCMAP) del Cuerpo de Marines de los Estados Unidos.
En años recientes, con el advenimiento de programas militares de lucha cuerpo a cuerpo en el ejército de los Estados Unidos como el Modern Army Combatives (MAC) y el mencionado MCMAP, ha habido un rápido crecimiento en la investigación científica y académica. Con el fundador del MAC Matt Larsen como director, varias universidades a lo largo de Estados Unidos colaboraron en su desarrollo, especialmente la Universidad del Estado de Kansas.

## En conjunto
La hoplología engloba el segmento de la cultura humana dedicado a las armas, armaduras, técnicas de combate y sistemas de lucha, tanto en sus características técnicas como en la manera en que éstas interactúan con los planos económicos, políticos, sociales y religiosos de las sociedades humanas. Sus principales ramas de investigación son tres:
- Hoplología tecnológica: estudia el desarrollo de las armas, armaduras y demás herramientas bélicas en relación con los contextos históricos y geográficos.
- Hoplología funcional: se dedica al estudio de la estructura, desarrollo y organización de la aplicación de las armas y la lucha.
- Hoplología conductual: aglutina los factores psicológicos y fisiológicos que afectan al rendimiento del ser humano en combate y al desarrollo de la cultura de la lucha. Esto incluye los efectos de esta cultura en la evolución del hombre como animal social-grupal.

Análogamente, esta disciplina se fundamenta en tres axiomas:
- El comportamiento combativo humano está inextricablemente unido a la evolución humana.
- Los humanos exhiben dos tipos de agresión, afectiva y depredadora, y ambas formas han evolucionado de diferentes necesidades relacionadas con la supervivencia del hombre como animal social-grupal y como animal cazador.
- La evolución del comportamiento combativo humano está ligado al uso de armas y viceversa.

Una variante de las bases de esta ciencia puede encontrarse en las representaciones del combate.  Aunque las bases de la hoplología continúan aún en su infancia, ya se ha convertido en un área aceptada de estudio en disciplinas relacionadas como la antropología, la psicología militar, la historia militar y la denominada killología .